# Tour de qualification de la Ligue des champions de hockey sur glace 2015-2016
Le Tour de qualification de la Ligue des champions de hockey sur glace 2015-2016 est la première partie de cette compétition européenne de hockey sur glace, disputée sous forme de mini-championnat par 48 équipes entre le 20 août et le 6 septembre 2015. À l'issue de cette phase de poules, les deux premières équipes de chaque poule sont qualifiées et intègrent la série éliminatoire (seizièmes de finale).

## Groupe A
| Clt   | Équipe        | PJ | V | VP | D | DP | BP | BC | Diff | Pts |
| ----- | ------------- | -- | - | -- | - | -- | -- | -- | ---- | --- |
| +001, | Linköpings HC | 4  | 3 | 1  | 0 | 0  | 14 | 4  | +10  | 11  |
| +002, | Helsinki IFK  | 4  | 1 | 0  | 2 | 1  | 6  | 8  | -2   | 4   |
| +003, | CP Berne      | 4  | 0 | 1  | 2 | 1  | 7  | 15 | -8   | 3   |

- Qualifié pour les séries éliminatoires

| 21 août 2015 | Helsinki IFK | 3-1 (2-0, 0-0, 1-1) | CP Berne | Helsingin Jäähalli 2 912 spectateurs |

| Feuille de match | Feuille de match                                                                                           | Feuille de match   | Feuille de match                                | Feuille de match |
| ---------------- | --- | ------------------ | ----------------------------------------------- | ---------------- |
|                  | Elkins (Auvitu) — 3 min 23 s Taipalus (Rask, Elkins) — 7 min 46 s - Záborský (Järvinen) — 59 min 54 s (CV) | 1-0 2-0 2-1 3-1    | - Smith (Ebbett, Rüfenacht) — 47 min 6 s (SN) - |                  |
| Ville Husso      | Gardiens                                                                                                   | Janick Schwendener |                                                 |                  |
| 16 min           | Pénalités                                                                                                  | 49 min             |                                                 |                  |
| 28               | Tirs | 17                 |                                                 |                  |

| 23 août 2015 | Linköpings HC | 3-2 (TB) (0-0, 2-1, 0-1, 0-0, 1-0) | CP Berne | Saab Arena 2 247 spectateurs |

| Feuille de match | Feuille de match                                                                | Feuille de match    | Feuille de match                                                      | Feuille de match |
| ---------------- | ------------------------------------------------------------------------------- | ------------------- | --------------------------------------------------------------------- | ---------------- |
|                  | Hardt (Persson) — 29 min 32 s Gordon (Roe) — 31 min 42 s - Gordon — 70 min (TB) | 1-0 2-0 2-1 2-2 3-2 | - Conacher (Smith) — 37 min 14 s Blum (Conacher) — 53 min 24 s (SN) - |                  |
| Marcus Högberg   | Gardiens                                                                        | Janick Schwendener  |                                                                       |                  |
| 8 min            | Pénalités                                                                       | 8 min               |                                                                       |                  |
| 34               | Tirs                                                                            | 27                  |                                                                       |                  |

| 28 août 2015 | CP Berne | 3-2 (TB) (0-0, 1-1, 1-1, 0-0, 1-0) | Helsinki IFK | PostFinance Arena 6 212 spectateurs |

| Feuille de match   | Feuille de match                                                                                  | Feuille de match    | Feuille de match                                                            | Feuille de match |
| ------------------ | ------------------------------------------------------------------------------------------------- | ------------------- | --------------------------------------------------------------------------- | ---------------- |
|                    | Randegger (Ebbett, Reichert) — 22 min 31 s - Krueger (Kobasew) — 55 min 23 s Ebbett — 70 min (TB) | 1-0 1-1 1-2 2-2 3-2 | - Partanen (Leino) — 24 min 54 s Partanen (Leino, Puustinen) — 42 min 9 s - |                  |
| Janick Schwendener | Gardiens                                                                                          | Ville Husso         |                                                                             |                  |
| 4 min              | Pénalités                                                                                         | 6 min               |                                                                             |                  |
| 38                 | Tirs                                                                                              | 33                  |                                                                             |                  |

| 30 août 2015 | Linköpings HC | 2-0 (1-0, 0-0, 1-0) | Helsinki IFK | Saab Arena 3 516 spectateurs |

| Feuille de match | Feuille de match                                                            | Feuille de match | Feuille de match | Feuille de match |
| ---------------- | --------------------------------------------------------------------------- | ---------------- | ---------------- | ---------------- |
|                  | Hansson (Gordon, Karlsson) — 15 min 29 s Rakhshani (Carlsson) — 43 min 35 s | 1-0 2-0          | -                |                  |
| David Rautio     | Gardiens                                                                    | Kevin Lankinen   |                  |                  |
| 10 min           | Pénalités                                                                   | 14 min           |                  |                  |
| 28               | Tirs                                                                        | 16               |                  |                  |

| 3 septembre 2015 | Helsinki IFK | 1-2 (1-0, 0-2, 0-0) | Linköpings HC | Helsingin Jäähalli 4 894 spectateurs |

| Feuille de match | Feuille de match                               | Feuille de match | Feuille de match                                                                 | Feuille de match |
| ---------------- | ---------------------------------------------- | ---------------- | -------------------------------------------------------------------------------- | ---------------- |
|                  | Partanen (Grillfors, Ramstedt) — 14 min 10 s - | 1-0 1-1 1-2      | - Forsling (Rakhshani, Karlsson) — 31 min 48 s (SN) Hardt (Junland) — 39 min 5 s |                  |
| Ville Husso      | Gardiens                                       | Marcus Högberg   |                                                                                  |                  |
| 12 min           | Pénalités                                      | 14 min           |                                                                                  |                  |
| 24               | Tirs                                           | 23               |                                                                                  |                  |

| 5 septembre 2015 | CP Berne | 1-7 (1-2, 0-1, 0-4) | Linköpings HC | PostFinance Arena 5 777 spectateurs |

| Feuille de match   | Feuille de match                           | Feuille de match                | Feuille de match | Feuille de match |
| ------------------ | ------------------------------------------ | ------------------------------- | --- | ---------------- |
|                    | Conacher (Smith, Rüfenacht) — 3 min 57 s - | 1-0 1-1 1-2 1-3 1-4 1-5 1-6 1-7 | - Rakhshani (Billins, Forsling) — 9 min 16 s Billins (Little, Forsling) — 19 min 8 s (SN) Lilja (Sörensen) — 28 min 34 s Fogström (Sörensen, Lilja) — 40 min 57 s Billins (Little) — 43 min 36 s (2 SN) Lilja (Hansson, Dahlström) — 44 min 23 s (SN) Blomberg (Forsling) — 47 min 56 s |                  |
| Janick Schwendener | Gardiens                                   | David Rautio                    | |                  |
| 10 min             | Pénalités                                  | 8 min                           | |                  |
| 24                 | Tirs                                       | 25                              | |                  |

## Groupe B
| Clt   | Équipe                | PJ | V | VP | D | DP | BP | BC | Diff | Pts |
| ----- | --------------------- | -- | - | -- | - | -- | -- | -- | ---- | --- |
| +001, | Tappara               | 4  | 3 | 0  | 0 | 1  | 16 | 6  | +10  | 10  |
| +002, | Djurgårdens IF Hockey | 4  | 2 | 1  | 1 | 0  | 13 | 11 | +2   | 8   |
| +003, | EV Zoug               | 4  | 0 | 0  | 4 | 0  | 6  | 18 | -12  | 0   |

- Qualifié pour les séries éliminatoires

| 20 août 2015 | Djurgårdens IF Hockey | 2-4 (1-1, 1-2, 0-1) | Tappara | Hovet, Stockholm 2 127 spectateurs |

| Feuille de match | Feuille de match                                                      | Feuille de match        | Feuille de match | Feuille de match |
| ---------------- | --------------------------------------------------------------------- | ----------------------- | --- | ---------------- |
|                  | Fällström — 1 min 49 s (SN) - Sörensen (Högström) — 28 min 9 s (SN) - | 1-0 1-1 2-1 2-2 2-3 2-4 | - Peltola (Laine) — 17 min 14 s - Laine (Aalto, Saravo) — 28 min 27 s Ilomäki (A. Mäkinen, Järvinen) — 29 min 45 s Laine — 55 min 43 s |                  |
| Tellqvist        | Gardiens                                                              | Noronen                 | |                  |
| 41 min           | Pénalités                                                             | 61 min                  | |                  |
| 31               | Tirs                                                                  | 30                      | |                  |

| 22 août 2015 | EV Zoug | 0-7 (0-3, 0-2, 0-2) | Tappara | Bossard Arena, Zoug |

| Feuille de match | Feuille de match | Feuille de match            | Feuille de match | Feuille de match |
| ---------------- | ---------------- | --------------------------- | --- | ---------------- |
|                  | -                | 0-1 0-2 0-3 0-4 0-5 0-6 0-7 | Kankaanperä (Savinainen) — 1 min 17 s Lajunen (Haapala, Järvinen) — 6 min 8 s Järvinen (Haapala, Lajunen) — 10 min (SN) Honkanen (Aalto, Heikkilä) — 32 min 59 s A. Mäkinen (Kuusela) — 36 min 19 s (IN) Dixon (Kuusela) — 41 min 6 s Haapala (Järvinen, Laine) — 43 min 45 s (SN) |                  |
| Tobias Stephan   | Gardiens         | Tomi Karhunen               | |                  |
| 6 min            | Pénalités        | 4 min                       | |                  |
| 29               | Tirs             | 23                          | |                  |

| 27 août 2015 | Tappara | 2-3 (pr) (0-1, 2-1, 0-0, 0-1) | Djurgårdens IF Hockey | Tampereen jäähalli, Tampere 3 381 spectateurs |

| Feuille de match | Feuille de match                                                                                 | Feuille de match    | Feuille de match | Feuille de match |
| ---------------- | ------------------------------------------------------------------------------------------------ | ------------------- | --- | ---------------- |
|                  | - Plastino (Ilomäki, Saravo) — 30 min 29 s - Plastino (Savinainen, Ilomäki) — 39 min 10 s (SN) - | 0-1 1-1 1-2 2-2 2-3 | Eriksson (Högström, Fällström) — 2 min 5 s (SN) - Hultström (Ljungh, Falk) — 36 min 41 s - Sallinen (Sörensen, Hultsröm) — 60 min 43 s (SN) |                  |
| Tomi Karhunen    | Gardiens                                                                                         | Mantas Armalis      | |                  |
| 12 min           | Pénalités                                                                                        | 10 min              | |                  |
| 20               | Tirs                                                                                             | 26                  | |                  |

| 29 août 2015 | EV Zoug | 2-3 (0-1, 0-1, 2-1) | Djurgårdens IF Hockey | Bossard Arena, Zoug 3 051 spectateurs |

| Feuille de match | Feuille de match                                           | Feuille de match    | Feuille de match                                                                                               | Feuille de match |
| ---------------- | ---------------------------------------------------------- | ------------------- | --- | ---------------- |
|                  | - Bouchard (Immonen) — 47 min 53 s (SN) Suri — 48 min 41 s | 0-1 0-2 0-3 1-3 2-3 | Eriksson (Sallinen) — 16 min 15 s (IN) Álvarez (Press) — 33 min 19 s Fällström (Sörensen) — 44 min 54 s (SN) - |                  |
| Tobias Stephan   | Gardiens                                                   | Mikael Tellqvist    | |                  |
| 22 min           | Pénalités                                                  | 8 min               | |                  |
| 32               | Tirs                                                       | 43                  | |                  |

| 4 septembre 2015 | Djurgårdens IF Hockey | 5-3 (2-2, 2-1, 1-0) | EV Zoug | Hovet, Stockholm |

| Feuille de match | Feuille de match | Feuille de match                | Feuille de match                                                                                 | Feuille de match |
| ---------------- | --- | ------------------------------- | ------------------------------------------------------------------------------------------------ | ---------------- |
|                  | Rundqvist (Hultström, Högström) — 4 min 28 s (SN) - Ljungh — 6 min 7 s - Ljngh (Press) — 20 min 48 s (SN) Fällström (Sörensen) — 26 min 59 s (SN) - Eriksson (Sörensen) — 59 min 16 s (SN + CV) | 1-0 1-1 2-1 2-2 3-2 4-2 4-3 5-3 | - Immonen (Bouchard) — 5 min 3 s - Sondell (Bouchard) — 14 min 32 s - Martschini — 27 min 40 s - |                  |
| Mantas Armalis   | Gardiens | Tobias Stephan                  |                                                                                                  |                  |
| 8 min            | Pénalités | 33 min                          |                                                                                                  |                  |
| 47               | Tirs | 28                              |                                                                                                  |                  |

| 6 septembre 2015 | Tappara | 3-1 (0-0, 2-1, 1-0) | EV Zoug | Tampereen jäähalli, Tampere 4 015 spectateurs |

| Feuille de match | Feuille de match | Feuille de match          | Feuille de match                             | Feuille de match |
| ---------------- | --- | ------------------------- | -------------------------------------------- | ---------------- |
|                  | Haapala (Järvinen, Aalto) — 23 min 38 s (SN) - Dixon (Karjalainen, Kankaanperä) — 37 min 8 s Lajunen (Järvinen) — 57 min 28 s (SN) | 1-0 1-1 2-1 3-1           | - Bürgler (Sondell, Immonen) — 33 min 13 s - |                  |
| Tomi Karhunen    | Gardiens | Tobias Stephan Noël Bader |                                              |                  |
| 10 min           | Pénalités | 10 min                    |                                              |                  |
| 27               | Tirs | 26                        |                                              |                  |

## Groupe C
| Clt   | Équipe                | PJ | V | VP | D | DP | BP | BC | Diff | Pts |
| ----- | --------------------- | -- | - | -- | - | -- | -- | -- | ---- | --- |
| +001, | HV 71 Jönköping       | 4  | 4 | 0  | 0 | 0  | 16 | 4  | +12  | 12  |
| +002, | EC Red Bull Salzbourg | 4  | 1 | 0  | 3 | 0  | 10 | 13 | -3   | 3   |
| +003, | SønderjyskE Ishockey  | 4  | 1 | 0  | 3 | 0  | 8  | 17 | -9   | 3   |

- Qualifié pour les séries éliminatoires

| 20 août 2015 | SønderjyskE Ishockey | 4-1 (1-0, 2-0, 1-1) | EC Red Bull Salzbourg | SE Arena, Vojens 1 711 spectateurs |

| Feuille de match | Feuille de match | Feuille de match    | Feuille de match                           | Feuille de match |
| ---------------- | --- | ------------------- | ------------------------------------------ | ---------------- |
|                  | Bødker (Eskesen, Campbell) — 13 min 5 s (SN) Lund (Quirk, Gotto) — 25 min 54 s (SN) Quirk — 36 min 42 s (IN) - Lykkeskov (Campbell, Lund) — 59 min 33 s | 1-0 2-0 3-0 3-1 4-1 | - Raffl (Latusa, Heinrich) — 49 min 56 s - |                  |
| Joni Myllykoski  | Gardiens | Luka Gračnar        |                                            |                  |
| 16 min           | Pénalités | 14 min              |                                            |                  |
| 21               | Tirs | 33                  |                                            |                  |

| 22 août 2015 | HV 71 Jönköping | 4-1 (0-0, 0-0, 4-1) | EC Red Bull Salzbourg | Kinnarps Arena, Jönköping 2 318 spectateurs |

| Feuille de match | Feuille de match | Feuille de match    | Feuille de match                          | Feuille de match |
| ---------------- | --- | ------------------- | ----------------------------------------- | ---------------- |
|                  | - Berglund (Önerund) — 42 min 41 s Christensen (Thörnberg, Berglund) — 48 min 20 s Laine (Campoli) — 51 min 4 s (SN) Önerund (Bengtsson) — 52 min 45 s | 0-1 1-1 2-1 3-1 4-1 | Hugues (Duncan, Ferriero) — 40 min 42 s - |                  |
| Erik Ersberg     | Gardiens | Luka Gračnar        |                                           |                  |
| 6 min            | Pénalités | 38 min              |                                           |                  |
| 37               | Tirs | 20                  |                                           |                  |

| 27 août 2015 | EC Red Bull Salzbourg | 7-2 (2-1, 2-0, 3-1) | SønderjyskE Ishockey | Eisarena, Salzbourg 1 590 spectateurs |

| Feuille de match | Feuille de match | Feuille de match                    | Feuille de match                                          | Feuille de match |
| ---------------- | --- | ----------------------------------- | --------------------------------------------------------- | ---------------- |
|                  | Walter (Duncan) — 2 min 48 s (SN) - Connelly (Walter, Kristler) — 16 min 41 s Ferriero (Heinrich, Hughes) — 23 min 17 s Ferriero (Duncan, Hughes) — 29 min 36 s Duncan (Connelly, Fahey) — 41 min 33 s Ferriero (Hughes, Connelly) — 50 min 7 s - — 56 min 19 s | 1-0 1-1 2-1 3-1 4-1 5-1 6-1 6-2 7-2 | - Lund — 14 min 5 s (SN) - Skov (Førster) — 55 min 10 s - |                  |
| Luka Gračnar     | Gardiens | Joni Myllykoski                     |                                                           |                  |
| 8 min            | Pénalités | 8 min                               |                                                           |                  |
| 44               | Tirs | 22                                  |                                                           |                  |

| 29 août 2015 | HV 71 Jönköping | 7-1 (2-1, 2-0, 3-1) | SønderjyskE Ishockey | Kinnarps Arena, Jönköping 2 100 spectateurs |

| Feuille de match           | Feuille de match | Feuille de match                | Feuille de match                | Feuille de match |
| -------------------------- | --- | ------------------------------- | ------------------------------- | ---------------- |
|                            | Önerund (Christensen) — 17 min 59 s Abbott (Karalahti) — 20 min 44 s Campoli (Tedenby) — 21 min 35 s Campoli (O'Byrne, Abbott) — 31 min 58 s (2 SN) Brithén (Christensen, Thörnberg) — 35 min 51 s Melin (Moverare, Önerund) — 41 min 57 s Brithén (Thörnberg, Önerund) — 50 min 9 s (SN) - | 1-0 2-0 3-0 4-0 5-0 6-0 7-0 7-1 | - Spelling (Gott) — 52 min 16 s |                  |
| Fredrik Pettersson-Wentzel | Gardiens | Joni Myllykoski Jon Lee-Olsen   |                                 |                  |
| 2 min                      | Pénalités | 10 min                          |                                 |                  |
| 55                         | Tirs | 14                              |                                 |                  |

| 3 septembre 2015 | SønderjyskE Ishockey | 1-2 (0-0, 1-1, 0-1) | HV 71 Jönköping | SE Arena, Vojens 1 548 spectateurs |

| Feuille de match | Feuille de match               | Feuille de match | Feuille de match                                               | Feuille de match |
| ---------------- | ------------------------------ | ---------------- | -------------------------------------------------------------- | ---------------- |
|                  | Lund (Førster) — 28 min 57 s - | 1-0 1-1 1-2      | - Karalahti (Brithén) — 37 min 17 s (SN) Tedenby — 46 min 50 s |                  |
| Joni Myllykoski  | Gardiens                       | Erik Ersberg     |                                                                |                  |
| 20 min           | Pénalités                      | 8 min            |                                                                |                  |
| 23               | Tirs                           | 26               |                                                                |                  |

| 5 septembre 2015 | EC Red Bull Salzbourg | 1-3 (1-1, 0-1, 0-1) | HV 71 Jönköping | Eisarena, Salzbourg 1 512 spectateurs |

| Feuille de match | Feuille de match                      | Feuille de match           | Feuille de match                                                                                    | Feuille de match |
| ---------------- | ------------------------------------- | -------------------------- | --------------------------------------------------------------------------------------------------- | ---------------- |
|                  | - Beach (Pallestrang) — 12 min 50 s - | 0-1 1-1 1-2 1-3            | Stenlund — 8 min 30 s - Melin (Karalahti, Berglund) — 23 min 36 s (SN) Thörnberg — 59 min 34 s (CV) |                  |
| Fabian Weinhandl | Gardiens                              | Fredrik Pettersson-Wentzel | |                  |
| 14 min           | Pénalités                             | 12 min                     | |                  |
| 21               | Tirs                                  | 38                         | |                  |

## Groupe D
| Clt   | Équipe                | PJ | V | VP | D | DP | BP | BC | Diff | Pts |
| ----- | --------------------- | -- | - | -- | - | -- | -- | -- | ---- | --- |
| +001, | Skellefteå AIK        | 4  | 3 | 1  | 0 | 0  | 16 | 6  | +10  | 11  |
| +002, | HC Bílí Tygři Liberec | 4  | 2 | 0  | 2 | 0  | 13 | 9  | +4   | 6   |
| +003, | HK Nitra              | 4  | 0 | 0  | 3 | 1  | 4  | 18 | -14  | 1   |

- Qualifié pour les séries éliminatoires

| 21 août 2015 | HK Nitra | 2-4 (0-0, 2-3, 0-1) | Skellefteå AIK | Nitra Aréna, Nitra 2 832 spectateurs |

| Feuille de match | Feuille de match                                                                       | Feuille de match        | Feuille de match | Feuille de match |
| ---------------- | -------------------------------------------------------------------------------------- | ----------------------- | --- | ---------------- |
|                  | - Kutálek (Stümpel) — 32 min 19 s (SN) - König (Stümpel, Kutálek) — 39 min 30 s (SN) - | 0-1 0-2 1-2 1-3 2-3 2-4 | Forssell (Petterström, Burström) — 22 min 48 s Heed (Ericsson) — 25 min 1 s (SN) - M. Pettersson (Pesonen, A. Pettersson) — 34 min 52 s - Pesonen (Ericsson, Heed) — 50 min 49 s (SN) |                  |
| Michal Valent    | Gardiens                                                                               | Erik Hanses             | |                  |
| 6 min            | Pénalités                                                                              | 10 min                  | |                  |
| 27               | Tirs                                                                                   | 44                      | |                  |

| 23 août 2015 | HC Bílí Tygři Liberec | 0-4 (0-0, 0-1, 0-3) | Skellefteå AIK | Tipsport arena, Liberec 2 265 spectateurs |

| Feuille de match | Feuille de match | Feuille de match | Feuille de match | Feuille de match |
| ---------------- | ---------------- | ---------------- | --- | ---------------- |
|                  | -                | 0-1 0-2 0-3 0-4  | Heed (Pesonen) — 26 min 47 s (SN) Holmström (Norman, M. Pettersson) — 43 min 40 s (IN) Zackrisson — 58 min 6 s (CV) M. Lundberg (A. Pettersson) — 59 min 55 s (CV) |                  |
| Ján Lašák        | Gardiens         | Markus Svensson  | |                  |
| 12 min           | Pénalités        | 18 min           | |                  |
| 29               | Tirs             | 29               | |                  |

| 27 août 2015 | Skellefteå AIK | 3-2 (TB) (2-2, 0-0, 0-0, 0-0, 1-0) | HK Nitra | Kraft Arena, Skellefteå 3 146 spectateurs |

| Feuille de match | Feuille de match | Feuille de match    | Feuille de match                                                           | Feuille de match |
| ---------------- | --- | ------------------- | -------------------------------------------------------------------------- | ---------------- |
|                  | Pesonen (Calof, A. Lindholm) — 1 min 3 s - Ericsson (Zackrisson, Pesonen) — 15 min 44 s (SN) Broadhurst — 70 min (TB) | 1-0 1-1 1-2 2-2 3-2 | - König (Macík, Bene) — 2 min Slovák (Stloukal, König) — 3 min 13 s (SN) - |                  |
| Erik Hanses      | Gardiens | Michal Valent       |                                                                            |                  |
| 6 min            | Pénalités | 12 min              |                                                                            |                  |
| 38               | Tirs | 15                  |                                                                            |                  |

| 29 août 2015 | HK Nitra | 0-9 (0-5, 0-2, 0-2) | HC Bílí Tygři Liberec | Nitra Aréna, Nitra 2 215 spectateurs |

| Feuille de match           | Feuille de match | Feuille de match                    | Feuille de match | Feuille de match |
| -------------------------- | ---------------- | ----------------------------------- | --- | ---------------- |
|                            | -                | 0-1 0-2 0-3 0-4 0-5 0-6 0-7 0-8 0-9 | Výtisk (Valský) — 3 min 36 s Vampola — 4 min 21 s Bakoš (Radivojevič) — 5 min 1 s Jelínek (Krenželok) — 5 min 25 s Bulíř (Jelínek, Šimek) — 14 min 8 s (SN) Lakatoš (Stránský, Vlach) — 22 min 31 s Valský (Krenželok) — 30 min 48 s Valský (Krenželok) — 49 min 47 s Krenželok (Valský) — 58 min 34 s |                  |
| Michal Valent Adam Trenčan | Gardiens         | Ján Lašák                           | |                  |
| 45 min                     | Pénalités        | 43 min                              | |                  |
| 18                         | Tirs             | 41                                  | |                  |

| 3 septembre 2015 | HC Bílí Tygři Liberec | 2-0 (1-0, 1-0, 0-0) | HK Nitra | Tipsport arena, Liberec 2 234 spectateurs |

| Feuille de match | Feuille de match                                                                          | Feuille de match | Feuille de match | Feuille de match |
| ---------------- | ----------------------------------------------------------------------------------------- | ---------------- | ---------------- | ---------------- |
|                  | Bakoš (Šimek, Jelínek) — 13 min 56 s (SN) Radivojevič (Řepík, Vampola) — 39 min 13 s (SN) | 1-0 2-0          | -                |                  |
| Ján Lašák        | Gardiens                                                                                  | Michal Valent    |                  |                  |
| 12 min           | Pénalités                                                                                 | 12 min           |                  |                  |
| 58               | Tirs                                                                                      | 13               |                  |                  |

| 5 septembre 2015 | Skellefteå AIK | 5-2 (1-1, 3-0, 1-1) | HC Bílí Tygři Liberec | Kraft Arena, Skellefteå 3 278 spectateurs |

| Feuille de match | Feuille de match | Feuille de match            | Feuille de match                                                               | Feuille de match |
| ---------------- | --- | --------------------------- | ------------------------------------------------------------------------------ | ---------------- |
|                  | Ericsson (Zackrisson, M. Pettersson) — 9 min 38 s (SN) - Norman (Burström, Lindgren) — 24 min 51 s M. Lundberg (Holmström) — 28 min 14 s Ohlsson (Norman, A. Lundberg) — 29 min 7 s P. Lindholm (Broadhurst) — 41 min 47 s - | 1-0 1-1 2-1 3-1 4-1 5-1 5-2 | - Řepík (Vampola) — 14 min 58 s (SN) - Řepík (Ševc, Birner) — 50 min 47 s (SN) |                  |
| Markus Svensson  | Gardiens | Ján Lašák                   |                                                                                |                  |
| 10 min           | Pénalités | 8 min                       |                                                                                |                  |
| 28               | Tirs | 33                          |                                                                                |                  |

## Groupe E
| Clt   | Équipe       | PJ | V | VP | D | DP | BP | BC | Diff | Pts |
| ----- | ------------ | -- | - | -- | - | -- | -- | -- | ---- | --- |
| +001, | HC Davos     | 4  | 3 | 0  | 0 | 1  | 12 | 6  | +6   | 10  |
| +002, | Färjestad BK | 4  | 1 | 2  | 1 | 0  | 8  | 9  | -1   | 7   |
| +003, | HC Pardubice | 4  | 0 | 0  | 3 | 1  | 10 | 15 | -5   | 1   |

- Qualifié pour les séries éliminatoires

| 20 août 2015 | Färjestad BK | 0-4 (0-0, 0-3, 0-1) | HC Davos | Löfbergs Lila Arena, Karlstad 3 312 spectateurs |

| Feuille de match | Feuille de match | Feuille de match | Feuille de match | Feuille de match |
| ---------------- | ---------------- | ---------------- | --- | ---------------- |
|                  | -                | 0-1 0-2 0-3 0-4  | Ambühl — 22 min 24 s (2 IN) Simion — 33 min 48 s Aeschlimann (Simion) — 34 min 17 s Paulsson (Ambühl) — 53 min 26 s (IN) |                  |
| Lars Haugen      | Gardiens         | Leonardo Genoni  | |                  |
| 10 min           | Pénalités        | 18 min           | |                  |
| 25               | Tirs             | 28               | |                  |

| 22 août 2015 | HC Pardubice | 2-3 (1-0, 1-2, 0-1) | HC Davos | ČEZ Arena, Pardubice 3 123 spectateurs |

| Feuille de match | Feuille de match                                                                     | Feuille de match    | Feuille de match                                                                                      | Feuille de match |
| ---------------- | ------------------------------------------------------------------------------------ | ------------------- | --- | ---------------- |
|                  | Tybor (Rolinek, Gregorc) — 13 min 7 s (SN) - Tybor (Havlík, Nahodil) — 28 min 53 s - | 1-0 1-1 2-1 2-2 2-3 | - Ambühl (Walser, Schneeberger) — 26 min 2 s - M. Wieser — 38 min 43 s Ambühl (Brejčák) — 59 min 18 s |                  |
| Brandon Maxwell  | Gardiens                                                                             | Leonardo Genoni     | |                  |
| 12 min           | Pénalités                                                                            | 30 min              | |                  |
| 33               | Tirs                                                                                 | 19                  | |                  |

| 28 août 2015 | HC Davos | 0-1 (pr) (0-0, 0-0, 0-0, 0-1) | Färjestad BK | Vaillant Arena, Davos 3 930 spectateurs |

| Feuille de match | Feuille de match | Feuille de match | Feuille de match                    | Feuille de match |
| ---------------- | ---------------- | ---------------- | ----------------------------------- | ---------------- |
|                  | -                | 0-1              | Earl (Johansson) — 60 min 50 s (SN) |                  |
| Leonardo Genoni  | Gardiens         | Justin Pogge     |                                     |                  |
| 22 min           | Pénalités        | 10 min           |                                     |                  |
| 23               | Tirs             | 37               |                                     |                  |

| 30 août 2015 | HC Pardubice | 2-3 (0-1, 0-0, 2-2) | Färjestad BK | ČEZ Arena, Pardubice 3 025 spectateurs |

| Feuille de match | Feuille de match                                                             | Feuille de match    | Feuille de match | Feuille de match |
| ---------------- | ---------------------------------------------------------------------------- | ------------------- | --- | ---------------- |
|                  | - Svoboda (Gregorc, Sykora) — 50 min (SN) - Rolinek (Sykora) — 54 min 16 s - | 0-1 1-1 1-2 2-2 2-3 | John Persson (Gulaš, Ryno) — 13 min 23 s - Johansson (Nygren) — 50 min 20 s - Ryno (Wikstrand, Johansson) — 57 min 5 s |                  |
| Robert Kristan   | Gardiens                                                                     | Justin Pogge        | |                  |
| 18 min           | Pénalités                                                                    | 16 min              | |                  |
| 23               | Tirs                                                                         | 24                  | |                  |

| 3 septembre 2015 | Färjestad BK | 4-3 (pr) (0-0, 0-2, 3-1, 1-0) | HC Pardubice | Löfbergs Lila Arena, Karlstad 2 792 spectateurs |

| Feuille de match | Feuille de match | Feuille de match            | Feuille de match | Feuille de match |
| ---------------- | --- | --------------------------- | --- | ---------------- |
|                  | - L. Persson (Johansson) — 49 min 19 s (IN) - Earl — 53 min 50 s John Persson — 59 min 40 s (JS) Gulaš (Nygren) — 63 min 7 s (SN) | 0-1 0-2 1-2 1-3 2-3 3-3 4-3 | Marcinko (Bokroš) — 21 min 52 s (SN) Svoboda (Nahodil) — 29 min 43 s (SN) - Tybor (Naodil, Svoboda) — 53 min 19 s - |                  |
| Lars Haugen      | Gardiens | Robert Kristan              | |                  |
| 8 min            | Pénalités | 12 min                      | |                  |
| 39               | Tirs | 25                          | |                  |

| 6 septembre 2015 | HC Davos | 5-3 (2-0, 1-2, 2-1) | HC Pardubice | Vaillant Arena, Davos 4 079 spectateurs |

| Feuille de match            | Feuille de match | Feuille de match                | Feuille de match                                                                   | Feuille de match |
| --------------------------- | --- | ------------------------------- | ---------------------------------------------------------------------------------- | ---------------- |
|                             | Axelsson (Schneeberger) — 1 min 45 s Brejčák (Axelsson, Simion) — 6 min 55 s (SN) Jörg (Simion) — 29 min 41 s - Simion (Jörg) — 59 min 32 s Corvi (Heldner) — 59 min 57 s (CV) | 1-0 2-0 3-0 3-1 3-2 3-3 4-3 5-3 | - Rolinek — 30 min 10 s Havlík (Kolář) — 38 min 19 s Poulíček — 58 min 20 s (SN) - |                  |
| Leonardo Genoni Gilles Senn | Gardiens | Brandon Maxwell                 |                                                                                    |                  |
| 12 min                      | Pénalités | 6 min                           |                                                                                    |                  |
| 38                          | Tirs | 33                              |                                                                                    |                  |

## Groupe F
| Clt   | Équipe                        | PJ | V | VP | D | DP | BP | BC | Diff | Pts |
| ----- | ----------------------------- | -- | - | -- | - | -- | -- | -- | ---- | --- |
| +001, | HC Litvínov                   | 4  | 3 | 1  | 0 | 0  | 14 | 7  | +7   | 11  |
| +002, | Espoo Blues                   | 4  | 1 | 0  | 2 | 1  | 7  | 8  | -1   | 4   |
| +003, | Brûleurs de Loups de Grenoble | 4  | 1 | 0  | 3 | 0  | 9  | 15 | -6   | 3   |

- Qualifié pour les séries éliminatoires

| 21 août 2015 | Brûleurs de loups de Grenoble | 1-4 (0-0, 0-3, 1-1) | HC Litvínov | Patinoire Polesud, Grenoble 3 300 spectateurs |

| Feuille de match | Feuille de match                                       | Feuille de match    | Feuille de match | Feuille de match |
| ---------------- | ------------------------------------------------------ | ------------------- | --- | ---------------- |
|                  | - Bisaillon (Chouinard, Labrecque) — 51 min 1 s (SN) - | 0-1 0-2 0-3 1-3 1-4 | Trávníček (Gula) — 25 min 51 s (SN) Šrámek (Chaloupka) — 32 min 52 s Pavlík (Martynek, Trávníček) — 36 min 32 s (SN) - Gerhát (Pavlík) — 51 min 59 s |                  |
| Ervīns Muštukovs | Gardiens                                               | Jaroslav Janus      | |                  |
| 16 min           | Pénalités                                              | 14 min              | |                  |
| 24               | Tirs                                                   | 31                  | |                  |

| 23 août 2015 | Espoo Blues | 0-1 (0-0, 0-1, 0-0) | HC Litvínov | Barona Areena, Espoo 2 039 spectateurs |

| Feuille de match    | Feuille de match | Feuille de match | Feuille de match            | Feuille de match |
| ------------------- | ---------------- | ---------------- | --------------------------- | ---------------- |
|                     | -                | 0-1              | Jánský (Hübl) — 32 min 33 s |                  |
| Christian Engstrand | Gardiens         | Jaroslav Janus   |                             |                  |
| 4 min               | Pénalités        | 4 min            |                             |                  |
| 36                  | Tirs             | 28               |                             |                  |

| 27 août 2015 | HC Litvínov | 6-4 (1-0, 5-2, 0-2) | Brûleurs de loups de Grenoble | Zimní stadion Ivana Hlinky, Litvínov 1 905 spectateurs |

| Feuille de match | Feuille de match | Feuille de match                        | Feuille de match | Feuille de match |
| ---------------- | --- | --------------------------------------- | --- | ---------------- |
|                  | Trávníček (Gula) — 1 min 15 s (SN) Hübl (Jánský, Lukeš) — 20 min 36 s Jurčík — 20 min 51 s - Smolka (Trávníček, Martynek) — 33 min 58 s Pavlík (Martynek, Trávníček) — 37 min 30 s (SN) Lukeš (Hübl, Jánský) — 39 min 25 s - | 1-0 2-0 3-0 3-1 3-2 4-2 5-2 6-2 6-3 6-4 | - Bouchard (Thinel, Labrecque) — 23 min 13 s (SN) Kalus (Chouinard, Favarin) — 28 min 36 s - Labrecque (Bouchard) — 48 min 25 s Bouchard (Labrecque) — 59 min 58 s (2 SN) |                  |
| Michael Petrásek | Gardiens | Ervīns Muštukovs                        | |                  |
| 14 min           | Pénalités | 18 min                                  | |                  |
| 35               | Tirs | 28                                      | |                  |

| 29 août 2015 | Espoo Blues | 4-2 (0-1, 2-0, 2-1) | Brûleurs de loups de Grenoble | Barona Areena, Espoo 1 848 spectateurs |

| Feuille de match    | Feuille de match | Feuille de match        | Feuille de match                                                                              | Feuille de match |
| ------------------- | --- | ----------------------- | --------------------------------------------------------------------------------------------- | ---------------- |
|                     | - Hirschovits (Poukkula, J. Vainio) — 24 min 38 s Poukkula (Kuukka, J. Vainio) — 33 min 22 s Lahtinen (Rantakari, Tiivola) — 42 min 15 s Talaja (Tiivola, Hirschovits) — 46 min 53 s (SN) - | 0-1 1-1 2-1 3-1 4-1 4-2 | Tartari (Harty, Bouchard) — 14 min 28 s (SN) - Harty (Labrecque, Bouchard) — 50 min 48 s (SN) |                  |
| Christian Engstrand | Gardiens | Ervīns Muštukovs        |                                                                                               |                  |
| 10 min              | Pénalités | 10 min                  |                                                                                               |                  |
| 49                  | Tirs | 16                      |                                                                                               |                  |

| 4 septembre 2015 | Brûleurs de loups de Grenoble | 2-1 (1-1, 1-0, 0-0) | Espoo Blues | Patinoire Polesud, Grenoble 3 300 spectateurs |

| Feuille de match | Feuille de match                                                                        | Feuille de match    | Feuille de match                        | Feuille de match |
| ---------------- | --------------------------------------------------------------------------------------- | ------------------- | --------------------------------------- | ---------------- |
|                  | - Tartari (Baylacq, Kalus) — 9 min 29 s Bisaillon (Choinard, Thinel) — 24 min 19 s (SN) | 0-1 1-1 2-1         | Rantakari (Makkonen) — 2 min 6 s (SN) - |                  |
| Ervīns Muštukovs | Gardiens                                                                                | Christian Engstrand |                                         |                  |
| 14 min           | Pénalités                                                                               | 30 min              |                                         |                  |
| 27               | Tirs                                                                                    | 32                  |                                         |                  |

| 6 septembre 2015 | HC Litvínov | 3-2 (pr) (1-0, 0-1, 1-1, 1-0) | Espoo Blues | Zimní stadión Ivana Hlinky, Litvínov 2 092 spectateurs |

| Feuille de match | Feuille de match | Feuille de match    | Feuille de match                                                                                       | Feuille de match |
| ---------------- | --- | ------------------- | --- | ---------------- |
|                  | Pavlík (Martynek, Trávníček) — 13 min 34 s (SN) - Gula (Pavelka) — 52 min 31 s Hübl (Lukeš, Chaloupka) — 60 min 21 s | 1-0 1-1 1-2 2-2 3-2 | - Somervuori (Makkonen, Hirschovits) — 23 min 35 s (SN) Hirschovits (Korhonen, Kuukka) — 48 min 18 s - |                  |
| Jaroslav Janus   | Gardiens | Kaapo Kähkönen      | |                  |
| 8 min            | Pénalités | 8 min               | |                  |
| 31               | Tirs | 35                  | |                  |

## Groupe G
| Clt   | Équipe               | PJ | V | VP | D | DP | BP | BC | Diff | Pts |
| ----- | -------------------- | -- | - | -- | - | -- | -- | -- | ---- | --- |
| +001, | TPS                  | 4  | 2 | 1  | 0 | 1  | 15 | 9  | +6   | 9   |
| +002, | Düsseldorfer EG      | 4  | 1 | 1  | 2 | 0  | 15 | 14 | +1   | 5   |
| +003, | EHC Black Wings Linz | 4  | 1 | 0  | 2 | 1  | 11 | 18 | -7   | 4   |

- Qualifié pour les séries éliminatoires

| 20 août 2015 | TPS | 6-1 (2-0, 2-0, 2-1) | EHC Black Wings Linz | HK-areena, Turku 4 150 spectateurs |

| Feuille de match | Feuille de match | Feuille de match            | Feuille de match                                   | Feuille de match |
| ---------------- | --- | --------------------------- | -------------------------------------------------- | ---------------- |
|                  | Tukonen (Kallio, Nummelin) — 6 min 25 s Tukonen (Kallio) — 19 min 41 s (SN) Tukonen (Kumeliauskas, Kallio) — 24 min 5 s Ahtola (Lassila) — 38 min 14 s Tikkanen (Vainiola) — 41 min 57 s (SN) - Pikkarainen (Spina) — 55 min 2 s | 1-0 2-0 3-0 4-0 5-0 5-1 6-1 | - Dorion (Hisey, Latendresse) — 53 min 17 s (SN) - |                  |
| Teemu Lassila    | Gardiens | Michael Ouzas               |                                                    |                  |
| 10 min           | Pénalités | 8 min                       |                                                    |                  |
| 42               | Tirs | 27                          |                                                    |                  |

| 22 août 2015 | Düsseldorfer EG | 6-3 (1-2, 4-0, 1-1) | EHC Black Wings Linz | ISS Dome, Düsseldorf 6 513 spectateurs |

| Feuille de match     | Feuille de match | Feuille de match                    | Feuille de match | Feuille de match |
| -------------------- | --- | ----------------------------------- | --- | ---------------- |
|                      | - Lewandowski (Olimb) — 14 min 52 s Collins (Conboy, Kreutzer) — 33 min 34 s (SN) Ebner (Strodel, Turnbull) — 34 min 33 s Milley (Turnbull, Ebner) — 37 min 12 s Millet (Strodel, Daschner) — 39 min 27 s - Daschner (Ebner, Lewandowski) — 53 min 54 s | 0-1 0-2 1-2 2-2 3-2 4-2 5-2 5-3 6-3 | Kozek (McLean) — 3 min 18 s Olivier Latendresse (Hofer, Hisey) — 10 min 41 s - Kozek (McLean, DaSilva) — 49 min 17 s - |                  |
| Mathias Niederberger | Gardiens | Michael Ouzas                       | |                  |
| 18 min               | Pénalités | 24 min                              | |                  |
| 38                   | Tirs | 24                                  | |                  |

| 27 août 2015 | EHC Black Wings Linz 2-3 TPS Turku | 2-3 (pr) (0-0, 0-1, 2-1, 0-1) | TPS | Linzer Eissporthalle, Linz 4 350 spectateurs |

| Feuille de match | Feuille de match                                                            | Feuille de match    | Feuille de match                                                                                           | Feuille de match |
| ---------------- | --------------------------------------------------------------------------- | ------------------- | --- | ---------------- |
|                  | - Kozek (McLean, Ulmer) — 40 min 34 s McLean (Ulmer, Kozek) — 50 min 33 s - | 0-1 1-1 2-1 2-2 2-3 | Kallio (Koskiranta) — 31 min 5 s (IN) - Koskiranta — 50 min 40 s Perrin (Tallinder, Tukonen) — 64 min 21 s |                  |
| Michael Ouzas    | Gardiens                                                                    | Teemu Lassila       | |                  |
| 6 min            | Pénalités                                                                   | 6 min               | |                  |
| 25               | Tirs                                                                        | 45                  | |                  |

| 29 août 2015 | Düsseldorfer EG | 4-5 (0-2, 3-2, 1-1) | TPS | ISS Dome, Düsseldorf 6 753 spectateurs |

| Feuille de match     | Feuille de match | Feuille de match                    | Feuille de match | Feuille de match |
| -------------------- | --- | ----------------------------------- | --- | ---------------- |
|                      | - Daschner (Lewandowsky, Milley) — 26 min 54 s (2 SN) Turnbull (Davis, Conboy) — 30 min 47 s Lewandowski (Milley, Olimb) — 34 min 31 s (SN) - Milley (Turnbull, Ebner) — 54 min 21 s - | 0-1 0-2 1-2 2-2 3-2 3-3 3-4 4-4 4-5 | Tallinder (Virtanen) — 2 min 48 s Vainiola (Nummelin, Pikkarainen) — 4 min 37 s - Vähätalo (Perrin, Spina) — 36 min 15 s Tallinder (Mojžíš, Spina) — 37 min 43 s - Tikkanen (Spina) — 59 min 10 s (SN) |                  |
| Mathias Niederberger | Gardiens | Alexander Georgiev                  | |                  |
| 24 min               | Pénalités | 28 min                              | |                  |
| 31                   | Tirs | 29                                  | |                  |

| 3 septembre 2015 | TPS | 1-2 (TB) (1-1, 0-0, 0-0, 0-0, 0-1) | Düsseldorfer EG | HK-areena, Turku 4 176 spectateurs |

| Feuille de match | Feuille de match                           | Feuille de match | Feuille de match                                             | Feuille de match |
| ---------------- | ------------------------------------------ | ---------------- | ------------------------------------------------------------ | ---------------- |
|                  | Kallio (Tallinder, Mojžíš) — 13 min 30 s - | 1-0 1-1 1-2      | - Kreutzer (Collins) — 18 min 32 s Lewandowski — 70 min (TB) |                  |
| Teemu Lassila    | Gardiens                                   | Bobby Goepfert   |                                                              |                  |
| 10 min           | Pénalités                                  | 10 min           |                                                              |                  |
| 22               | Tirs                                       | 23               |                                                              |                  |

| 6 septembre 2015 | EHC Black Wings Linz | 5-3 (0-1, 2-2, 3-0) | Düsseldorfer EG | Linzer Eissporthalle, Linz 4 250 spectateurs |

| Feuille de match | Feuille de match | Feuille de match                | Feuille de match | Feuille de match |
| ---------------- | --- | ------------------------------- | --- | ---------------- |
|                  | - Latendresse (Dasilva) — 21 min 31 s - Hisey — 37 min 14 s Ulmer (McLean, Kozek) — 49 min 3 s Altmann (McLean, Ulmer) — 50 min 33 s (SN) Kozek (McLean, Piché) — 55 min 2 s (SN) | 0-1 1-1 1-2 1-3 2-3 3-3 4-3 5-3 | Dmitriev (Roennberg) — 4 min 36 s - Daschner (Olimb, Milley) — 25 min 21 s (SN) Lewandowski (Dmitriev) — 28 min 33 s - |                  |
| Michael Ouzas    | Gardiens | Bobby Goepfert Felix Bick       | |                  |
| 4 min            | Pénalités | 12 min                          | |                  |
| 23               | Tirs | 34                              | |                  |

## Groupe H
| Clt   | Équipe              | PJ | V | VP | D | DP | BP | BC | Diff | Pts |
| ----- | ------------------- | -- | - | -- | - | -- | -- | -- | ---- | --- |
| +001, | EHC Red Bull Munich | 4  | 4 | 0  | 0 | 0  | 15 | 4  | +11  | 12  |
| +002, | HC Košice           | 4  | 1 | 1  | 2 | 0  | 7  | 8  | -1   | 5   |
| +003, | EC KAC              | 4  | 0 | 0  | 3 | 1  | 5  | 15 | -10  | 1   |

- Qualifié pour les séries éliminatoires

| 20 août 2015 | HC Košice | 2-4 (0-1, 1-3, 1-0) | EHC Red Bull Munich | Steel Aréna, Košice 5 373 spectateurs |

| Feuille de match                    | Feuille de match                                                            | Feuille de match        | Feuille de match | Feuille de match |
| ----------------------------------- | --------------------------------------------------------------------------- | ----------------------- | --- | ---------------- |
|                                     | - Bicek (Suja, Bartánus) — 34 min 50 s Bicek (Bartánus, Suja) — 52 min 54 s | 0-1 0-2 0-3 0-4 1-4 2-4 | Wolf (Smaby, Jaffray) — 11 min 26 s Wolf (Jaffray) — 22 min 5 s (SN) Wolf — 26 min 41 s Dehner (Aucoin, Söderholm) — 30 min 42 s (SN) - |                  |
| Dominik Riečický Marcel Melicherčík | Gardiens                                                                    | Danny aus den Birken    | |                  |
| 6 min                               | Pénalités                                                                   | 10 min                  | |                  |
| 18                                  | Tirs                                                                        | 35                      | |                  |

| 23 août 2015 | EC KAC | 1-4 (0-0, 1-1, 0-3) | EHC Red Bull Munich | Eissportzentrum, Klagenfurt 3 672 spectateurs |

| Feuille de match | Feuille de match                               | Feuille de match     | Feuille de match | Feuille de match |
| ---------------- | ---------------------------------------------- | -------------------- | --- | ---------------- |
|                  | Geier (Kapstad, Setzinger) — 31 min 9 s (JS) - | 1-0 1-1 1-2 1-3 1-4  | - Boyle (Pinizzotto) — 38 min 26 s Kahun (Kastner) — 45 min 26 s (IN) Maurer (Kastner) — 59 min 12 s (CV) Mauer — 59 min 41 s (CV) |                  |
| Pekka Tuokkola   | Gardiens                                       | Danny aus den Birken | |                  |
| 12 min           | Pénalités                                      | 18 min               | |                  |
| 34               | Tirs                                           | 30                   | |                  |

| 28 août 2015 | EHC Red Bull Munich | 1-0 (0-0, 0-0, 1-0) | HC Košice | Olympia Eishalle, Munich 3 173 spectateurs |

| Feuille de match     | Feuille de match                              | Feuille de match   | Feuille de match | Feuille de match |
| -------------------- | --------------------------------------------- | ------------------ | ---------------- | ---------------- |
|                      | Christensen (Jaffray, Kettemer) — 51 min 20 s | 1-0                | -                |                  |
| Danny aus den Birken | Gardiens                                      | Marcel Melicherčík |                  |                  |
| 8 min                | Pénalités                                     | 6 min              |                  |                  |
| 29                   | Tirs                                          | 19                 |                  |                  |

| 30 août 2015 | EC KAC | 2-3 (1-1, 1-1, 0-1) | HC Košice | Eissportzentrum, Klagenfurt 2 504 spectateurs |

| Feuille de match | Feuille de match                                                 | Feuille de match                    | Feuille de match                                                                                        | Feuille de match |
| ---------------- | ---------------------------------------------------------------- | ----------------------------------- | --- | ---------------- |
|                  | - Kapstad (Koch, Geier) — 9 min 48 s - Setzinger — 34 min 15 s - | 0-1 1-1 1-2 2-2 2-3                 | Lelkes (Jenčík) — 4 min 37 s - Bicek (Bartánus, Suja) — 30 min 58 s - Suja (Bicek) — 57 min 29 s (2 SN) |                  |
| Pekka Tuokkola   | Gardiens                                                         | Dominik Riečický Marcel Melicherčík | |                  |
| 28 min           | Pénalités                                                        | 14 min                              | |                  |
| 27               | Tirs                                                             | 21                                  | |                  |

| 3 septembre 2015 | HC Košice | 2-1 (TB) (0-0, 1-0, 0-1, 0-0, 1-0) | EC KAC | Steel Aréna, Košice 4 437 spectateurs |

| Feuille de match | Feuille de match                                        | Feuille de match | Feuille de match          | Feuille de match |
| ---------------- | ------------------------------------------------------- | ---------------- | ------------------------- | ---------------- |
|                  | Bicek (Sedivy, Bartánus) — 35 min - Bicek — 70 min (TB) | 1-0 1-1 2-1      | - Kapstad — 54 min 30 s - |                  |
| Dominik Riečický | Gardiens                                                | Pekka Tuokkola   |                           |                  |
| 8 min            | Pénalités                                               | 10 min           |                           |                  |
| 40               | Tirs                                                    | 19               |                           |                  |

| 6 septembre 2015 | EHC Red Bull Munich | 6-1 (2-0, 2-1, 2-0) | EC KAC | Olympia Eishalle, Munich 3 144 spectateurs |

| Feuille de match                | Feuille de match | Feuille de match            | Feuille de match                       | Feuille de match |
| ------------------------------- | --- | --------------------------- | -------------------------------------- | ---------------- |
|                                 | Christensen — 14 min 28 s Aucoin — 16 min 39 s - Eder (Ramoser, Herpich) — 32 min 3 s Wolf (Jaffray, Kahun) — 39 min 40 s (SN) Aucoin (Sparre, Pinizzotto) — 50 min 23 s Kahun (Kettemer, Maurer) — 59 min 16 s (SN) | 1-0 2-0 2-1 3-1 4-1 5-1 6-1 | - Setzinger (Pöck) — 20 min 9 s (IN) - |                  |
| Danny aus den Birken Lukas Lang | Gardiens | Pekka Tuokkola              |                                        |                  |
| 8 min                           | Pénalités | 14 min                      |                                        |                  |
| 43                              | Tirs | 27                          |                                        |                  |

## Groupe I
| Clt   | Équipe             | PJ | V | VP | D | DP | BP | BC | Diff | Pts |
| ----- | ------------------ | -- | - | -- | - | -- | -- | -- | ---- | --- |
| +001, | Adler Mannheim     | 4  | 2 | 1  | 1 | 0  | 6  | 5  | +1   | 8   |
| +002, | HC Vítkovice Steel | 4  | 2 | 0  | 1 | 1  | 7  | 5  | +2   | 7   |
| +003, | HK Nioman Hrodna   | 4  | 1 | 0  | 3 | 0  | 4  | 7  | -3   | 3   |

- Qualifié pour les séries éliminatoires

| 21 août 2015 | HK Nioman Hrodna | 2-0 (1-0, 1-0, 0-0) | Adler Mannheim | Palais de glace, Hrodna 2 618 spectateurs |

| Feuille de match | Feuille de match                                                                  | Feuille de match | Feuille de match | Feuille de match |
| ---------------- | --------------------------------------------------------------------------------- | ---------------- | ---------------- | ---------------- |
|                  | Mikulík (Skladaný) — 8 min 13 s (SN) Chovan (Mikulík, Seman) — 22 min 24 s (2 SN) | 1-0 2-0          | -                |                  |
| Maxim Samankov   | Gardiens                                                                          | Dennis Endras    |                  |                  |
| 10 min           | Pénalités                                                                         | 22 min           |                  |                  |
| 15               | Tirs                                                                              | 35               |                  |                  |

| 23 août 2015 | HC Vítkovice Steel | 1-2 (0-0, 0-1, 1-1) | Adler Mannheim | ČEZ Aréna, Ostrava 3 031 spectateurs |

| Feuille de match | Feuille de match                                | Feuille de match | Feuille de match                                                     | Feuille de match |
| ---------------- | ----------------------------------------------- | ---------------- | -------------------------------------------------------------------- | ---------------- |
|                  | - Káňa (Burger, Sloboda) — 46 min 14 s (2 SN) - | 0-1 1-1 1-2      | Raedeke (Joudrey, Kink) — 37 min 28 s (SN) - Buchwieser — 49 min 3 s |                  |
| Pavel Kantor     | Gardiens                                        | Dannis Endras    |                                                                      |                  |
| 24 min           | Pénalités                                       | 30 min           |                                                                      |                  |
| 29               | Tirs                                            | 23               |                                                                      |                  |

| 27 août 2015 | Adler Mannheim | 2-1 (1-0, 0-1, 1-0) | HK Nioman Hrodna | SAP Arena, Mannheim 7 219 spectateurs |

| Feuille de match | Feuille de match                                                                   | Feuille de match | Feuille de match                                         | Feuille de match |
| ---------------- | ---------------------------------------------------------------------------------- | ---------------- | -------------------------------------------------------- | ---------------- |
|                  | Raedeke (Hospelt, Rheault) — 5 min 22 s - MacMurchy (Ullmann, Carle) — 40 min 45 s | 1-0 1-1 2-1      | - Yakimovitch (Lastovetsky, Lisitchkine) — 37 min 40 s - |                  |
| Dennis Endras    | Gardiens                                                                           | Maxim Samankov   |                                                          |                  |
| 12 min           | Pénalités                                                                          | 14 min           |                                                          |                  |
| 42               | Tirs                                                                               | 8                |                                                          |                  |

| 30 août 2015 | HK Nioman Hrodna | 0-2 (0-1, 0-1, 0-0) | HC Vítkovice Steel | Palais de glace, Hrodna 2 624 spectateurs |

| Feuille de match | Feuille de match | Feuille de match | Feuille de match                                          | Feuille de match |
| ---------------- | ---------------- | ---------------- | --------------------------------------------------------- | ---------------- |
|                  | -                | 0-1 0-2          | Balán (Vandas) — 18 min 42 s Vandas (Balán) — 27 min 18 s |                  |
| Maxim Samankov   | Gardiens         | Pavel Kantor     |                                                           |                  |
| 6 min            | Pénalités        | 20 min           |                                                           |                  |
| 32               | Tirs             | 28               |                                                           |                  |

| 4 septembre 2015 | HC Vítkovice Steel | 3-1 (0-0, 1-0, 2-1) | HK Nioman Hrodna | ČEZ Aréna, Ostrava 3 748 spectateurs |

| Feuille de match | Feuille de match | Feuille de match | Feuille de match                                       | Feuille de match |
| ---------------- | --- | ---------------- | ------------------------------------------------------ | ---------------- |
|                  | Strapáč (Kucsera) — 34 min 33 s Olesz (Strapáč, Zdráhal) — 42 min 16 s (SN) Szturc (Štencel, Strapáč) — 44 min 8 s - | 1-0 2-0 3-0 3-1  | - Boïartchouk (Lisitchkine, Bozhko) — 57 min 40 s (SN) |                  |
| Pavel Kantor     | Gardiens | Maxim Samankov   |                                                        |                  |
| 10 min           | Pénalités | 16 min           |                                                        |                  |
| 34               | Tirs | 15               |                                                        |                  |

| 5 septembre 2015 | Adler Mannheim | 2-1 (TB) (1-0, 0-0, 0-1, 0-0, 1-0) | HC Vítkovice Steel | SAP Arena, Mannheim 9 744 spectateurs |

| Feuille de match | Feuille de match                                                    | Feuille de match | Feuille de match                   | Feuille de match |
| ---------------- | ------------------------------------------------------------------- | ---------------- | ---------------------------------- | ---------------- |
|                  | Riefers (Fischer, Buchwieser) — 14 min 20 s - Hospelt — 70 min (TB) | 1-0 1-1 2-1      | - Kolouch (Pastor) — 42 min 17 s - |                  |
| Dennis Endras    | Gardiens                                                            | Daniel Dolejš    |                                    |                  |
| 30 min           | Pénalités                                                           | 26 min           |                                    |                  |
| 43               | Tirs                                                                | 29               |                                    |                  |

## Groupe J
| Clt   | Équipe             | PJ | V | VP | D | DP | BP | BC | Diff | Pts |
| ----- | ------------------ | -- | - | -- | - | -- | -- | -- | ---- | --- |
| +001, | Kärpät Oulu        | 4  | 4 | 0  | 0 | 0  | 12 | 1  | +11  | 12  |
| +002, | Capitals de Vienne | 4  | 1 | 0  | 2 | 1  | 8  | 14 | -6   | 4   |
| +003, | Krefeld Pinguine   | 4  | 0 | 1  | 3 | 0  | 9  | 14 | -5   | 2   |

- Qualifié pour les séries éliminatoires

| 20 août 2015 | Krefeld Pinguine | 0-2 (0-0, 0-1, 0-1) | Kärpät Oulu | Königpalast, Krefeld 3 602 spectateurs |

| Feuille de match | Feuille de match | Feuille de match | Feuille de match                                                         | Feuille de match |
| ---------------- | ---------------- | ---------------- | ------------------------------------------------------------------------ | ---------------- |
|                  | -                | 0-1 0-2          | Huml (Puljujärvi, Hakanpää) — 23 min 20 s Niemi (Aho) — 45 min 18 s (IN) |                  |
| Tomáš Duba       | Gardiens         | Sami Aittokallio |                                                                          |                  |
| 12 min           | Pénalités        | 10 min           |                                                                          |                  |
| 32               | Tirs             | 33               |                                                                          |                  |

| 22 août 2015 | Capitals de Vienne | 0-2 (0-2, 0-0, 0-0) | Kärpät Oulu | Albert Schultz Eishalle, Vienne 3 500 spectateurs |

| Feuille de match | Feuille de match | Feuille de match | Feuille de match                                                             | Feuille de match |
| ---------------- | ---------------- | ---------------- | ---------------------------------------------------------------------------- | ---------------- |
|                  | -                | 0-1 0-2          | Hakanpää (Niemi, Huml) — 6 min 43 s Mäenalanen (Aho, Aaltonen) — 16 min 45 s |                  |
| Nathan Lawson    | Gardiens         | Sami Aittokallio |                                                                              |                  |
| 10 min           | Pénalités        | 8 min            |                                                                              |                  |
| 18               | Tirs             | 24               |                                                                              |                  |

| 27 août 2015 | Kärpät Oulu | 4-1 (1-1, 2-0, 1-0) | Krefeld Pinguine | Oulun Energia Areena, Oulu 5 505 spectateurs |

| Feuille de match | Feuille de match | Feuille de match    | Feuille de match                        | Feuille de match |
| ---------------- | --- | ------------------- | --------------------------------------- | ---------------- |
|                  | Huml (Aaltonen, Masuhr) — 4 min 15 s - Masuhr (Kestilä, Kukkonen) — 25 min 37 s Pyörälä (Junttila, Ikonen) — 35 min 36 s Ikonen (Junttila, Pirnes) — 42 min 2 s (SN) | 1-0 1-1 2-1 3-1 4-1 | - Pietta (Eriksson) — 5 min 11 s (SN) - |                  |
| Sami Aittokallio | Gardiens | Tomáš Duba          |                                         |                  |
| 8 min            | Pénalités | 12 min              |                                         |                  |
| 36               | Tirs | 22                  |                                         |                  |

| 29 août 2015 | Capitals de Vienne | 2-3 (TB) (0-0, 1-1, 1-1, 0-0, 0-1) | Krefeld Pinguine | Albert Schultz Eishalle, Vienne 3 400 spectateurs |

| Feuille de match | Feuille de match                                                                    | Feuille de match    | Feuille de match                                                                                                | Feuille de match |
| ---------------- | ----------------------------------------------------------------------------------- | ------------------- | --- | ---------------- |
|                  | Dzieduszycki (Rotter) — 25 min 12 s - Ferland (Fraser, McLean) — 43 min 36 s (SN) - | 1-0 1-1 2-1 2-2 2-3 | - Kretschmann (Pietta, Driendl) — 39 min 28 s - Pietta (Sofron, Vasiļjevs) — 59 min 32 s Eriksson — 70 min (TB) |                  |
| Nathan Lawson    | Gardiens                                                                            | Tomáš Duba          | |                  |
| 30 min           | Pénalités                                                                           | 16 min              | |                  |
| 35               | Tirs                                                                                | 38                  | |                  |

| 3 septembre 2015 | Krefeld Pinguine | 5-6 (2-3, 3-1, 0-2) | Capitals de Vienne | Königpalast, Krefeld 2 860 spectateurs |

| Feuille de match         | Feuille de match | Feuille de match                            | Feuille de match | Feuille de match |
| ------------------------ | --- | ------------------------------------------- | --- | ---------------- |
|                          | Pietta (Fischer) — 3 min 24 s (SN) - Hauner — 12 min 39 s Pietta — 23 min 46 s (IN) Schymainski (Pietta) — 25 min 5 s (IN) Hauner (Driendl, Fischer) — 35 min 10 s - | 1-0 1-1 1-2 1-3 2-3 3-3 4-3 5-3 5-4 5-5 5-6 | - Whitmore (Rotter) — 4 min 9 s Milam (Hartl) — 6 min 46 s Sharp (Nödl, Bois) — 9 min 33 s - Peter (Gamache, Pretnar) — 38 min 55 s (SN) Gamache (McLean, Milam) — 43 min 57 s Whitmore (Dzieduszycki, Milam) — 50 min 47 s (SN) |                  |
| Tomáš Duba Patrick Klein | Gardiens | Nathan Lawson                               | |                  |
| 14 min                   | Pénalités | 43 min                                      | |                  |
| 32                       | Tirs | 25                                          | |                  |

| 5 septembre 2015 | Kärpät Oulu | 4-0 (0-0, 2-0, 2-0) | Capitals de Vienne | Oulun Energia Areena, Oulu 5 673 spectateurs |

| Feuille de match | Feuille de match | Feuille de match          | Feuille de match | Feuille de match |
| ---------------- | --- | ------------------------- | ---------------- | ---------------- |
|                  | Junttila (Pyörälä, Kukkonen) — 29 min 7 s Pyörälä (Kukkonen, Pirnes) — 32 min 4 s Pyörälä (Junttila, Laatikainen) — 53 min 55 s (SN) Kestilä — 56 min 50 s (TP) | 1-0 2-0 3-0 4-0           | -                |                  |
| Sami Aittokallio | Gardiens | David Kickert Philip Zopf |                  |                  |
| 6 min            | Pénalités | 10 min                    |                  |                  |
| 31               | Tirs | 17                        |                  |                  |

## Groupe K
| Clt   | Équipe               | PJ | V | VP | D | DP | BP | BC | Diff | Pts |
| ----- | -------------------- | -- | - | -- | - | -- | -- | -- | ---- | --- |
| +001, | Luleå HF             | 4  | 2 | 1  | 1 | 0  | 14 | 9  | +5   | 8   |
| +002, | Lukko                | 4  | 1 | 1  | 1 | 1  | 11 | 12 | -1   | 6   |
| +003, | HC Fribourg-Gottéron | 4  | 1 | 0  | 2 | 1  | 11 | 15 | -4   | 4   |

- Qualifié pour les séries éliminatoires

| 20 août 2015 | HC Fribourg-Gottéron | 3-4 (TB) (2-3, 1-0, 0-0, 0-0, 0-1) | Lukko | BCF Arena, Fribourg 3 089 spectateurs |

| Feuille de match | Feuille de match | Feuille de match            | Feuille de match | Feuille de match |
| ---------------- | --- | --------------------------- | --- | ---------------- |
|                  | Plüss (Gardner, Neukom) — 38 s Sprunger (Mottet, Rathgeb) — 1 min 51 s - Marchon (Schmutz, Fritsche) — 27 min 55 s - | 1-0 2-0 2-1 2-2 2-3 3-3 3-4 | - Niskala (Tommila, Lähteenmäki) — 2 min 58 s Sipiläinen (Virtanen) — 6 min 20 s Koski (Lahti, Koivisto) — 7 min 23 s (SN) - Gagnon — 70 min (TB) |                  |
| Benjamin Conz    | Gardiens | Ryan Zapolski               | |                  |
| 14 min           | Pénalités | 12 min                      | |                  |
| 28               | Tirs | 40                          | |                  |

| 22 août 2015 | Luleå HF | 4-3 (TB) (1-0, 1-2, 1-1, 0-0, 1-0) | Lukko | Coop Norrbotten Arena, Luleå 3 881 spectateurs |

| Feuille de match | Feuille de match | Feuille de match            | Feuille de match | Feuille de match |
| ---------------- | --- | --------------------------- | --- | ---------------- |
|                  | Micflikier (Lagacé, Mikkelson) — 18 min 31 s (SN) - Micflikier (Schira, Lagace) — 28 min 34 s - Schira (Sweatt, Mikkelson) — 40 min 33 s (SN) - Sweatt — 70 min (TB) | 1-0 1-1 2-1 2-2 3-2 3-3 4-3 | - Koivisto (Lahti, Niskala) — 24 min 47 s - Lähteenmäki (Gagnon, Mikkola) — 30 min 30 s (2 SN) - Asplund (Koivisto, Lahti) — 48 min 52 s (SN) - |                  |
| Joel Lassinantti | Gardiens | Rasmus Rinne                | |                  |
| 18 min           | Pénalités | 12 min                      | |                  |
| 24               | Tirs | 33                          | |                  |

| 27 août 2015 | Lukko | 4-2 (0-0, 3-2, 1-0) | HC Fribourg-Gottéron | Kivikylän Areena, Rauma 2 484 spectateurs |

| Feuille de match | Feuille de match | Feuille de match        | Feuille de match                                                                 | Feuille de match |
| ---------------- | --- | ----------------------- | -------------------------------------------------------------------------------- | ---------------- |
|                  | - Koivisto (Lahti, Asplund) — 30 min 32 s Virtanen (Gagnon, Mikkola) — 32 min 1 s (2 SN) Niskala (Koivisto, Lahti) — 32 min 26 s (SN) - Virtanen (Mikkola, Nurmi) — 52 min 57 s (SN) | 0-1 1-1 2-1 3-1 3-2 4-2 | Bykov (Sprunger, Mottet) — 25 min 3 s - Plüss (Kamerzin, Neukom) — 33 min 52 s - |                  |
| Ryan Zapolski    | Gardiens | Benjamin Conz           |                                                                                  |                  |
| 16 min           | Pénalités | 16 min                  |                                                                                  |                  |
| 26               | Tirs | 34                      |                                                                                  |                  |

| 29 août 2015 | Luleå HF | 4-2 (3-2, 1-0, 0-0) | HC Fribourg-Gottéron | Coop Norrbotten Arena, Luleå 4 244 spectateurs |

| Feuille de match | Feuille de match | Feuille de match        | Feuille de match                                                                 | Feuille de match |
| ---------------- | --- | ----------------------- | -------------------------------------------------------------------------------- | ---------------- |
|                  | Lagace (Sweatt, Micflikier) — 2 min 46 s Harju (Mikkelson, Cehlárik) — 3 min 35 s - Micflikier — 14 min 38 s (IN) - Cehlárik (Hedman, Sandström) — 21 min 41 s | 1-0 2-0 2-1 3-1 3-2 4-2 | - Pouliot (Gardner) — 11 min 35 s (SN) - Gardner (Neukom, Plüss) — 19 min 30 s - |                  |
| Joel Lassinantti | Gardiens | Benjamin Conz Reto Lory |                                                                                  |                  |
| 12 min           | Pénalités | 39 min                  |                                                                                  |                  |
| 36               | Tirs | 18                      |                                                                                  |                  |

| 4 septembre 2015 | HC Fribourg-Gottéron | 4-3 (1-1, 2-1, 1-1) | Luleå HF | BCF-Arena, Fribourg 2 388 spectateurs |

| Feuille de match | Feuille de match | Feuille de match            | Feuille de match | Feuille de match |
| ---------------- | --- | --------------------------- | --- | ---------------- |
|                  | - Salminen (Rathgeb) — 8 min 36 s Bykov (Salminen) — 27 min 14 s - Sprunger (Salminen) — 39 min 57 s (SN) - Pouliot — 46 min 53 s | 0-1 1-1 2-1 2-2 3-2 3-3 4-3 | Sandström (Oskarsson, Harju) — 4 min 28 s - Micflikier (Rajala, Sandström) — 34 min 27 s - Cehlárik (Ekarv, Harju) — 44 min 12 s - |                  |
| Benjamin Conz    | Gardiens | Daniel Larsson              | |                  |
| 16 min           | Pénalités | 20 min                      | |                  |
| 22               | Tirs | 37                          | |                  |

| 6 septembre 2015 | Lukko | 0-3 (0-0, 0-2, 0-1) | Luleå HF | Kivikylän Areena, Rauma 2 725 spectateurs |

| Feuille de match | Feuille de match | Feuille de match | Feuille de match                                                                                                 | Feuille de match |
| ---------------- | ---------------- | ---------------- | --- | ---------------- |
|                  | -                | 0-1 0-2 0-3      | Rajala (Sandström, Micflikier) — 36 min 32 s Cehlárik (Hedman, Oskarsson) — 36 min 54 s Harju — 55 min 18 s (CV) |                  |
| Ryan Zapolski    | Gardiens         | Joel Lassinantti | |                  |
| 10 min           | Pénalités        | 14 min           | |                  |
| 19               | Tirs             | 29               | |                  |

## Groupe L
| Clt   | Équipe            | PJ | V | VP | D | DP | BP | BC | Diff | Pts |
| ----- | ----------------- | -- | - | -- | - | -- | -- | -- | ---- | --- |
| +001, | Stavanger Oilers  | 4  | 2 | 0  | 1 | 1  | 11 | 7  | +4   | 7   |
| +002, | HC Oceláři Třinec | 4  | 1 | 1  | 1 | 1  | 14 | 11 | +3   | 6   |
| +003, | KalPa             | 4  | 1 | 1  | 2 | 0  | 6  | 13 | -7   | 5   |

- Qualifié pour les séries éliminatoires

| 20 août 2015 | Stavanger Oilers | 4-1 (2-0, 1-1, 1-0) | HC Oceláři Třinec | DNB Arena, Stavanger 2 659 spectateurs |

| Feuille de match | Feuille de match | Feuille de match            | Feuille de match                | Feuille de match |
| ---------------- | --- | --------------------------- | ------------------------------- | ---------------- |
|                  | Dahl-Andersen — 5 min 31 s Soares (Solberg) — 18 min 30 s Balcers (Trettenes, Johannesen) — 37 min 24 s - Johansson (Soares, Sertich) — 46 min 21 s | 1-0 2-0 3-0 3-1 4-1         | - Hrňa (Hrabal) — 39 min 13 s - |                  |
| Henrik Holm      | Gardiens | Šimon Hrubec Peter Hamerlík |                                 |                  |
| 6 min            | Pénalités | 4 min                       |                                 |                  |
| 27               | Tirs | 36                          |                                 |                  |

| 22 août 2015 | KalPa | 4-3 (TB) (0-1, 3-1, 0-1, 0-0, 1-0) | HC Oceláři Třinec | Kuopion jäähalli, Kuopio 1 958 spectateurs |

| Feuille de match | Feuille de match | Feuille de match            | Feuille de match | Feuille de match |
| ---------------- | --- | --------------------------- | --- | ---------------- |
|                  | - Rissanen (Lukka, Keränen) — 21 min 57 s (SN) - Pitkänen (Timonen, Mutanen) — 33 min 4 s Tammela (Mutanen) — 37 min 2 s - Pitkänen — 70 min (TB) | 0-1 1-1 1-2 2-2 3-2 3-3 4-3 | Chmielewski (Matuš, Nosek) — 19 min 31 s - Dravecký (Nosek) — 26 min 9 s (SN) - Kreps (Plíhal, Hrňa) — 50 min 19 s - |                  |
| Eero Kilpelainen | Gardiens | Peter Hamerlík              | |                  |
| 10 min           | Pénalités | 16 min                      | |                  |
| 26               | Tirs | 18                          | |                  |

| 28 août 2015 | HC Oceláři Třinec | 4-3 (pr) (1-1, 1-0, 1-, 1-0) | Stavanger Oilers | Třinecký Zimní Stadion, Třinec 2 193 spectateurs |

| Feuille de match | Feuille de match | Feuille de match            | Feuille de match | Feuille de match |
| ---------------- | --- | --------------------------- | --- | ---------------- |
|                  | Klesla (Klepiš) — 10 min 55 s (SN) - Orsava (Hrňa, Klesla) — 24 min 30 s - Klesla (Klepiš) — 51 min 26 s - Irgl (Polanský, Linhart) — 63 min 45 s | 1-0 1-1 2-1 2-2 3-2 3-3 4-3 | - Kristiansen (Soares, Johansson) — 19 min 7 s (SN) - Høygård (Sertich) — 50 min 59 s - Soares (Dahl-Andersen) — 59 min 12 s - |                  |
| Peter Hamerlík   | Gardiens | Henrik Holm                 | |                  |
| 6 min            | Pénalités | 6 min                       | |                  |
| 32               | Tirs | 26                          | |                  |

| 30 août 2015 | KalPa | 2-1 (1-0, 1-0, 0-1) | Stavanger Oilers | Kuopion jäähalli, Kuopio 2 564 spectateurs |

| Feuille de match | Feuille de match                                                                             | Feuille de match | Feuille de match           | Feuille de match |
| ---------------- | -------------------------------------------------------------------------------------------- | ---------------- | -------------------------- | ---------------- |
|                  | Lukka (Lyytinen, Rissanen) — 17 min 12 s (SN) Davis (Keränen, Rissanen) — 36 min 37 s (SN) - | 1-0 2-0 2-1      | - Kristiansen — 42 min 1 s |                  |
| Eero Kilpelainen | Gardiens                                                                                     | Ruben Smith      |                            |                  |
| 12 min           | Pénalités                                                                                    | 16 min           |                            |                  |
| 20               | Tirs                                                                                         | 22               |                            |                  |

| 3 septembre 2015 | Stavanger Oilers | 3-0 (0-0, 1-0, 2-0) | KalPa | DNB Arena, Stavanger 3 220 spectateurs |

| Feuille de match | Feuille de match | Feuille de match | Feuille de match | Feuille de match |
| ---------------- | --- | ---------------- | ---------------- | ---------------- |
|                  | Kristiansen (Kissel, Sertich) — 34 min 32 s (SN) Johansson (Kissel, Sertich) — 46 min 35 s (SN) Kissel — 58 min 20 s (CV) | 1-0 2-0 3-0      | -                |                  |
| Ruben Smith      | Gardiens | Eero Kilpelainen |                  |                  |
| 16 min           | Pénalités | 28 min           |                  |                  |
| 34               | Tirs | 17               |                  |                  |

| 5 septembre 2015 | HC Oceláři Třinec | 6-0 (1-0, 4-0, 1-0) | KalPa | Třinecký Zimní Stadion, Třinec 2 092 spectateurs |

| Feuille de match | Feuille de match | Feuille de match        | Feuille de match | Feuille de match |
| ---------------- | --- | ----------------------- | ---------------- | ---------------- |
|                  | Nosek — 15 min 21 s Irgl (Dravecký, Klepiš) — 24 min 24 s (2 SN) Hrňa (Doudera, Kreps) — 26 min 4 s (SN) Orsava (Linhart, Hrňa) — 28 min 57 s Hrňa (Irgl, Klepiš) — 39 min 38 s (2 SN) Hrňa (Hrabal) — 47 min 24 s | 1-0 2-0 3-0 4-0 5-0 6-0 | -                |                  |
| Peter Hamerlík   | Gardiens | Eero Kilpelainen        |                  |                  |
| 27 min           | Pénalités | 49 min                  |                  |                  |
| 30               | Tirs | 24                      |                  |                  |

## Groupe M
| Clt   | Équipe            | PJ | V | VP | D | DP | BP | BC | Diff | Pts |
| ----- | ----------------- | -- | - | -- | - | -- | -- | -- | ---- | --- |
| +001, | Storhamar Dragons | 4  | 3 | 0  | 1 | 0  | 12 | 5  | +7   | 9   |
| +002, | HC Sparta Prague  | 4  | 2 | 0  | 1 | 1  | 12 | 10 | +2   | 7   |
| +003, | Genève-Servette   | 4  | 0 | 1  | 3 | 0  | 7  | 16 | -9   | 2   |

- Qualifié pour les séries éliminatoires

| 20 août 2015 | Storhamar Dragons | 2-3 (0-2, 2-0, 0-1) | HC Sparta Prague | Amphithéâtre olympique de Hamar 4 714 spectateurs |

| Feuille de match | Feuille de match                                                                         | Feuille de match    | Feuille de match                                                                                                  | Feuille de match |
| ---------------- | ---------------------------------------------------------------------------------------- | ------------------- | --- | ---------------- |
|                  | - Jensen (Hotham, Zettergren) — 26 min 41 s (SN) Rønnild (Bull, Lindahl) — 35 min 12 s - | 0-1 0-2 1-2 2-2 2-3 | Netík (Barinka) — 3 min 7 s Kumstát (Čajkovský) — 18 min 6 s (SN) - Cajkovsky (Netík, Barinka) — 47 min 19 s (SN) |                  |
| Robert Hestmann  | Gardiens                                                                                 | Tomáš Pöpperle      | |                  |
| 8 min            | Pénalités                                                                                | 10 min              | |                  |
| 21               | Tirs                                                                                     | 38                  | |                  |

| 22 août 2015 | Genève-Servette | 4-3 (pr) (0-1, 2-1, 1-1, 1-0) | HC Sparta Prague | Patinoire des Vernets 4 582 spectateurs |

| Feuille de match | Feuille de match | Feuille de match            | Feuille de match                                                                                          | Feuille de match |
| ---------------- | --- | --------------------------- | --- | ---------------- |
|                  | - Loeffel — 30 min 55 s - Bezina — 38 min 5 s - Lombardi (D'Agostini) — 53 min 34 s Fransson (Lombardi) — 62 min 35 s (SN) | 0-1 1-1 1-2 2-2 2-3 3-3 4-3 | Netík (Kumstát) — 15 min 9 s (SN) - Buchtele (Réway) — 35 min 21 s - Polášek (Réway) — 43 min 20 s (SN) - |                  |
| Robert Mayer     | Gardiens | Tomáš Pöpperle              | |                  |
| 16 min           | Pénalités | 10 min                      | |                  |
| 30               | Tirs | 28                          | |                  |

| 28 août 2015 | HC Sparta Prague | 1-2 (0-0, 0-1, 1-1) | Storhamar Dragons | T-Mobile Arena 2 948 spectateurs |

| Feuille de match | Feuille de match                             | Feuille de match | Feuille de match                                                                   | Feuille de match |
| ---------------- | -------------------------------------------- | ---------------- | ---------------------------------------------------------------------------------- | ---------------- |
|                  | - Buchtele (Polášek, Hlinka) — 41 min 11 s - | 0-1 1-1 1-2      | Jensen (Larrivée, Skadsdammen) — 22 min 40 s - Larrivée (Zettergren) — 59 min 22 s |                  |
| Tomáš Pöpperle   | Gardiens                                     | Oskar Östlund    |                                                                                    |                  |
| 14 min           | Pénalités                                    | 16 min           |                                                                                    |                  |
| 38               | Tirs                                         | 26               |                                                                                    |                  |

| 29 août 2015 | Genève-Servette | 0-3 (0-1, 0-1, 0-1) | Storhamar Dragons | Patinoire des Vernets |

| Feuille de match | Feuille de match | Feuille de match | Feuille de match | Feuille de match |
| ---------------- | ---------------- | ---------------- | --- | ---------------- |
|                  | -                | 0-1 0-2 0-3      | Gustafsson (Bull) — 13 min 14 s de la Rose (Reichenberg, Bull) — 25 min 15 s (SN) Berglund (Gustafsson, de la Rose) — 55 min 57 s |                  |
| Robert Mayer     | Gardiens         | Robert Hestmann  | |                  |
| 31 min           | Pénalités        | 33 min           | |                  |
| 31               | Tirs             | 20               | |                  |

| 3 septembre 2015 | Storhamar Dragons | 5-1 (1-0, 3-1, 1-0) | Genève-Servette | Amphithéâtre olympique de Hamar 5 335 spectateurs |

| Feuille de match | Feuille de match | Feuille de match        | Feuille de match                          | Feuille de match |
| ---------------- | --- | ----------------------- | ----------------------------------------- | ---------------- |
|                  | Reichenberg (Gustafsson) — 19 min 44 s Skadsdammen (Jensen, Østli) — 22 min 49 s Gustafsson (Bull, Berglund) — 26 min 23 s (SN) Hotham (Larrivée, Skadsdammen) — 33 min 20 s - Reichenberg (Hotham, Larrivée) — 43 min 26 s (SN) | 1-0 2-0 3-0 4-0 4-1 5-1 | - Wick (Gerber, Fransson) — 33 min 52 s - |                  |
| Oskar Östlund    | Gardiens | Gauthier Descloux       |                                           |                  |
| 10 min           | Pénalités | 20 min                  |                                           |                  |
| 32               | Tirs | 32                      |                                           |                  |

| 5 septembre 2015 | HC Sparta Prague | 5-2 (2-0, 1-2, 2-0) | Genève-Servette | T-Mobile Arena 2 992 spectateurs |

| Feuille de match | Feuille de match | Feuille de match            | Feuille de match                                                     | Feuille de match |
| ---------------- | --- | --------------------------- | -------------------------------------------------------------------- | ---------------- |
|                  | Réway (Hlinka) — 3 min 48 s Přibyl — 15 min 4 s - Buchtele (Přibyl) — 33 min 33 s Réway — 51 min 26 s (TP) Sabolič (Forman) — 57 min 10 s (CV) | 1-0 2-0 2-1 2-2 3-2 4-2 5-2 | - Jacquemet (Riat, Fransson) — 20 min 42 s Kast — 32 min 47 s (IN) - |                  |
| Tomáš Pöpperle   | Gardiens | Robert Mayer                |                                                                      |                  |
| 22 min           | Pénalités | 12 min                      |                                                                      |                  |
| 33               | Tirs | 39                          |                                                                      |                  |

## Groupe N
| Clt   | Équipe             | PJ | V | VP | D | DP | BP | BC | Diff | Pts |
| ----- | ------------------ | -- | - | -- | - | -- | -- | -- | ---- | --- |
| +001, | Frölunda HC        | 4  | 4 | 0  | 0 | 0  | 20 | 5  | +15  | 12  |
| +002, | JYP Jyväskylä      | 4  | 2 | 0  | 2 | 0  | 10 | 9  | +1   | 6   |
| +003, | Sheffield Steelers | 4  | 0 | 0  | 4 | 0  | 4  | 20 | -16  | 0   |

- Qualifié pour les séries éliminatoires

| 20 août 2015 | Frölunda HC | 9-1 (1-0, 1-0, 7-0) | Sheffield Steelers | Scandinavium 2 732 spectateurs |

| Feuille de match | Feuille de match | Feuille de match                        | Feuille de match               | Feuille de match |
| ---------------- | --- | --------------------------------------- | ------------------------------ | ---------------- |
|                  | Tömmernes (Abbott, Johnson) — 17 min 10 s (SN) Rosseli Olsen — 25 min 19 s (IN) Lehkonen (Janmark, Larsson) — 41 min 49 s Tömmernes (Lasu, Rosseli Olsen) — 43 min 35 s Karlsson (Tömmernes, Johnson) — 44 min 18 s (SN) Figren (Lehkonen, Janmark) — 45 min 1 s (SN) Sundström (Johnson, Fantenberg) — 47 min 42 s - Tömmernes (Abbott, Lasch) — 55 min 3 s (2 SN) Stålberg — 59 min 8 s (SN) | 1-0 2-0 3-0 4-0 5-0 6-0 7-0 7-1 8-1 9-1 | - Fretter — 50 min 59 s (TP) - |                  |
| Lars Johansson   | Gardiens | Tyler Plante                            |                                |                  |
| 10 min           | Pénalités | 26 min                                  |                                |                  |
| 56               | Tirs | 14                                      |                                |                  |

| 22 août 2015 | JYP Jyväskylä | 3-0 (1-0, 2-0, 0-0) | Sheffield Steelers | Synergia-areena 2 665 spectateurs |

| Feuille de match | Feuille de match | Feuille de match | Feuille de match | Feuille de match |
| ---------------- | --- | ---------------- | ---------------- | ---------------- |
|                  | Nättinen (Antonen, Luoma) — 6 min 42 s Hotakainen (Hietanen, Salonen) — 26 min 24 s Pihlman (Nättinen, Antonen) — 37 min 58 s (SN) | 1-0 2-0 3-0      | -                |                  |
| Tuomas Tarkki    | Gardiens | Tyler Plante     |                  |                  |
| 8 min            | Pénalités | 10 min           |                  |                  |
| 53               | Tirs | 27               |                  |                  |

| 28 août 2015 | Frölunda HC | 3-2 (2-1, 0-0, 1-1) | JYP Jyväskylä | Scandinavium 2 060 spectateurs |

| Feuille de match | Feuille de match | Feuille de match    | Feuille de match                                                             | Feuille de match |
| ---------------- | --- | ------------------- | ---------------------------------------------------------------------------- | ---------------- |
|                  | Lasch (Carlsson, Fantenberg) — 5 min 50 s - Lasch (Johnson, Tömmernes) — 17 min 48 s (2 SN) - Lehkonen (Bengtsson, Janmark) — 53 min 58 s (SN) | 1-0 1-1 2-1 2-2 3-2 | - Tavi (Salmio) — 15 min 43 s Antonen (Kalteva, Kolehmainen) — 47 min 11 s - |                  |
| Lars Johansson   | Gardiens | Tuomas Tarkki       |                                                                              |                  |
| 10 min           | Pénalités | 22 min              |                                                                              |                  |
| 46               | Tirs | 23                  |                                                                              |                  |

| 30 août 2015 | Sheffield Steelers | 2-4 (1-0, 1-2, 0-2) | JYP Jyväskylä | Sheffield Arena 3 986 spectateurs |

| Feuille de match | Feuille de match                                                   | Feuille de match        | Feuille de match | Feuille de match |
| ---------------- | ------------------------------------------------------------------ | ----------------------- | --- | ---------------- |
|                  | Dowd — 15 min 52 s (SN) - Roy (Eddy, Fretter) — 37 min 26 s (SN) - | 1-0 1-1 1-2 2-2 2-3 2-4 | - Nättinen (Tavi, Tuppurainen) — 27 min 48 s Hotakainen (Tavi, Nenonen) — 31 min 48 s - Antonen (Luoma) — 47 min 38 s (SN) Tavi (Kemiläinen, Tuppurainen) — 58 min 35 s (CV) |                  |
| Tyler Plante     | Gardiens                                                           | Veini Vehvilainen       | |                  |
| 30 min           | Pénalités                                                          | 20 min                  | |                  |
| 28               | Tirs                                                               | 25                      | |                  |

| 3 septembre 2015 | JYP Jyväskylä | 1-4 (0-1, 1-1, 0-2) | Frölunda HC | Synergia-areena 2 650 spectateurs |

| Feuille de match | Feuille de match                               | Feuille de match    | Feuille de match | Feuille de match |
| ---------------- | ---------------------------------------------- | ------------------- | --- | ---------------- |
|                  | - Nättinen (Niku, Kolehmainen) — 24 min 30 s - | 0-1 1-1 1-2 1-3 1-4 | Abbott (Lasch, Tömmernes) — 12 min 2 s (SN) - Johnson (Lundqvist, Tömmernes) — 34 min 10 s (SN) Abbott (Tömmernes, Johnson) — 48 min 45 s (SN) Lundqvist (Lasch) — 57 min 40 s (SN) |                  |
| Tuomas Tarkki    | Gardiens                                       | Johan Gustafsson    | |                  |
| 32 min           | Pénalités                                      | 12 min              | |                  |
| 27               | Tirs                                           | 35                  | |                  |

| 5 septembre 2015 | Sheffield Steelers | 1-4 (0-1, 1-0, 0-3) | Frölunda HC | Sheffield Arena 4 111 spectateurs |

| Feuille de match | Feuille de match                             | Feuille de match    | Feuille de match | Feuille de match |
| ---------------- | -------------------------------------------- | ------------------- | --- | ---------------- |
|                  | - Nelson (Legue, Coyle) — 35 min 50 s (SN) - | 0-1 1-1 1-2 1-3 1-4 | Fälth (Lehkonen, Bengtsson) — 16 min 35 s (SN) - Lehkonen (Ryan, Lasch) — 45 min 1 s Lasch — 50 min 22 s Falth (Lehkonen) — 58 min 26 s (SN) |                  |
| Tyler Plante     | Gardiens                                     | Lars Johansson      | |                  |
| 38 min           | Pénalités                                    | 18 min              | |                  |
| 18               | Tirs                                         | 31                  | |                  |

## Groupe O
| Clt   | Équipe         | PJ | V | VP | D | DP | BP | BC | Diff | Pts |
| ----- | -------------- | -- | - | -- | - | -- | -- | -- | ---- | --- |
| +001, | Växjö Lakers   | 4  | 3 | 0  | 1 | 0  | 20 | 10 | +10  | 9   |
| +002, | ERC Ingolstadt | 4  | 2 | 0  | 2 | 0  | 16 | 15 | +1   | 6   |
| +003, | Braehead Clan  | 4  | 1 | 0  | 3 | 0  | 11 | 22 | -11  | 3   |

- Qualifié pour les séries éliminatoires

| 20 août 2015 | Växjö Lakers | 10-2 (5-1, 2-0, 3-1) | Braehead Clan |  |

| 22 août 2015 | ERC Ingolstadt | 5-2 (0-1, 2-0, 3-1) | Braehead Clan |  |

| 27 août 2015 | Växjö Lakers | 4-2 (1-1, 2-1, 1-0) | ERC Ingolstadt |  |

| 29 août 2015 | Braehead Clan | 1-3 (1-2, 0-1, 0-0) | Växjö Lakers |  |

| 3 septembre 2015 | ERC Ingolstadt | 5-3 (0-0, 3-2, 2-1) | Växjö Lakers |  |

| 5 septembre 2015 | Braehead Clan | 6-4 (0-1, 2-1, 4-2) | ERC Ingolstadt |  |

## Groupe P
| Clt   | Équipe          | PJ | V | VP | D | DP | BP | BC | Diff | Pts |
| ----- | --------------- | -- | - | -- | - | -- | -- | -- | ---- | --- |
| +001, | ZSC Lions       | 4  | 4 | 0  | 0 | 0  | 20 | 10 | +10  | 12  |
| +002, | Eisbären Berlin | 4  | 1 | 0  | 3 | 0  | 12 | 13 | -1   | 3   |
| +003, | Rapaces de Gap  | 4  | 1 | 0  | 3 | 0  | 9  | 18 | -9   | 3   |

- Qualifié pour les séries éliminatoires

| 20 août 2015 | Rapaces de Gap | 4-5 (2-2, 1-2, 1-1) | ZSC Lions | Alp'Arena, Gap 2 566 spectateurs |

| Feuille de match  | Feuille de match | Feuille de match                    | Feuille de match | Feuille de match |
| ----------------- | --- | ----------------------------------- | --- | ---------------- |
|                   | Bernier (Da Costa, Langlais) — 5 min 17 s (SN) - Da Costa (Bernier, Takac) — 17 min 26 s (SN) - Bernier (Langlais, Goličič) — 39 min 43 s (2 SN) - Goličič (Takac, Bernier) — 54 min 20 s | 1-0 1-1 1-2 2-2 2-3 2-4 3-4 3-5 4-5 | - Foucault (Bergeron, Keller) — 9 min 10 s (SN) Foucault (Schäppi, Blindenbacher) — 9 min 53 s - Blindenbacher (Seger, Wick) — 23 min 4 s (SN) Foucault (Bärtschi) — 26 min 59 s - C. Baltisberger (Nilsson) — 47 min 42 s - |                  |
| Aurélien Bertrand | Gardiens | Lukas Flüeler                       | |                  |
| 10 min            | Pénalités | 10 min                              | |                  |
| 31                | Tirs | 37                                  | |                  |

| 22 août 2015 | Eisbären Berlin | 3-6 (0-3, 2-0, 1-3) | ZSC Lions | Mercedes-Benz Arena, Berlin 6 570 spectateurs |

| Feuille de match | Feuille de match | Feuille de match                    | Feuille de match | Feuille de match |
| ---------------- | --- | ----------------------------------- | --- | ---------------- |
|                  | - Noebels (DuPont) — 32 min 47 s (SN) D. Olver (Müller, Gervais) — 38 min 44 s DuPont (D. Olver, Noebels) — 40 min 36 s - | 0-1 0-2 0-3 1-3 2-3 3-3 3-4 3-5 3-6 | Wick (Malgin) — 8 min 44 s Siegenthaler (Nilsson) — 10 min 28 s Wick (Keller, Blindenbacher) — 18 min 26 s - C. Baltisberger (Nilsson, Seger) — 48 min 7 s Foucault (C. Baltisberger, Bergeron) — 51 min 35 s (SN) Bärtschi (Trachsler, Künzle) — 52 min 12 s |                  |
| Petri Vehanen    | Gardiens | Lukas Flüeler                       | |                  |
| 18 min           | Pénalités | 20 min                              | |                  |
| 34               | Tirs | 30                                  | |                  |

| 27 août 2015 | ZSC Lions | 6-1 (2-1, 3-0, 1-0) | Rapaces de Gap | Kunsteisbahn im Chreis, Dübendorf 1 450 spectateurs |

| Feuille de match | Feuille de match | Feuille de match            | Feuille de match                                | Feuille de match |
| ---------------- | --- | --------------------------- | ----------------------------------------------- | ---------------- |
|                  | C. Baltisberger (Nilsson, Siegenthaler) — 4 min 16 s - Cunti (Nilsson) — 19 min 21 s C. Baltisberger — 27 min 12 s Suter (Seger, Bärtschi) — 27 min 41 s Cunti (Nilsson, C. Baltisberger) — 32 min 37 s Bergeron (Künzle, Schäppi) — 47 min 36 s | 1-0 1-1 2-1 3-1 4-1 5-1 6-1 | - Doherty (McEachen, Rech) — 15 min 16 s (SN) - |                  |
| Lukas Flüeler    | Gardiens | Aurélien Bertrand           |                                                 |                  |
| 16 min           | Pénalités | 8 min                       |                                                 |                  |
| 44               | Tirs | 26                          |                                                 |                  |

| 29 août 2015 | Eisbären Berlin | 6-1 (4-0, 1-0, 1-1) | Rapaces de Gap | Mercedes-Benz Arena, Berlin 5 650 spectateurs |

| Feuille de match | Feuille de match | Feuille de match                                    | Feuille de match                   | Feuille de match |
| ---------------- | --- | --------------------------------------------------- | ---------------------------------- | ---------------- |
|                  | Pohl (Busch, Haase) — 8 min 6 s D. Olver (Noebels, DuPont) — 11 min 1 s Baxmann (Mulock, Machacek) — 12 min 18 s Gervais (Tallackson, Müller) — 17 min 5 s (SN) Kuji (Busch, Pohl) — 28 min 11 s Gervais (Noebels, Müller) — 40 min 49 s - | 1-0 2-0 3-0 4-0 5-0 6-0 6-1                         | - Richter (McEachen) — 42 min 49 s |                  |
| Petri Vehanen    | Gardiens | Clément Fouquerel (13:22) Aurélien Bertrand (46:38) |                                    |                  |
| 10 min           | Pénalités | 12 min                                              |                                    |                  |
| 47               | Tirs | 28                                                  |                                    |                  |

| 4 septembre 2015 | ZSC Lions | 3-2 (1-1, 2-0, 0-1) | Eisbären Berlin | Eishalle Deutweg, Winterthour 2 361 spectateurs |

| Feuille de match | Feuille de match | Feuille de match    | Feuille de match                                             | Feuille de match |
| ---------------- | --- | ------------------- | ------------------------------------------------------------ | ---------------- |
|                  | - Herzog (Shannon, Seger) — 9 min 2 s (SN) Shannon (Cunti) — 22 min 27 s (SN) Blindenbacher (Nilsson, Cunti) — 26 min 20 s (SN) - | 0-1 1-1 2-1 3-1 3-2 | Tallackson — 3 min 22 s (SN) - Talbot (Müller) — 54 min 43 s |                  |
| Lukas Flüeler    | Gardiens | Petri Vehanen       |                                                              |                  |
| 14 min           | Pénalités | 26 min              |                                                              |                  |
| 36               | Tirs | 35                  |                                                              |                  |

| 6 septembre 2015 | Rapaces de Gap | 3-1 (2-0, 0-1, 1-0) | Eisbären Berlin | Alp'Arena, Gap 2 496 spectateurs |

| Feuille de match  | Feuille de match | Feuille de match | Feuille de match                                  | Feuille de match |
| ----------------- | --- | ---------------- | ------------------------------------------------- | ---------------- |
|                   | Carter (Miettinen, Goličič) — 10 min 6 s (SN) Carter (Goličič, Bernier) — 12 min 43 s (SN) - Miettinen (Langlais, Rech) — 54 min 4 s | 1-0 2-0 2-1 3-1  | - Müller (D. Olver, Gervais) — 31 min 13 s (SN) - |                  |
| Aurélien Bertrand | Gardiens | Petri Vehanen    |                                                   |                  |
| 18 min            | Pénalités | 16 min           |                                                   |                  |
| 16                | Tirs | 30               |                                                   |                  |